# 澤信菲臣
澤信菲臣體操公司，屬於一家私營機構，是生產於專業體操器材，總部位於荷蘭，成立於1950年，主要供應給歐洲大陸冠軍比賽、世界比賽以及第四次 奧林匹克運動會之一。

## 外部連結
Official site （页面存档备份，存于）